# Panzer-Triebwagen D-6
Der Panzer-Triebwagen D-6 (russisch Мотоброневаго́н/ы Д-6 Motobronewagon/y D-6, kurz russisch МБВ MBW) war ein sowjetisches gepanzertes Triebfahrzeug aus der Zwischenkriegszeit.

## Geschichte
Parallel zu den Vorbereitungen für die Serienproduktion des Panzer-Triebwagen D-2 schlug der Ingenieur Nikolai Iwanowitsch Dyrenkow der Führung ein neues Fahrzeug vor. Er wollte einen schweren Panzer-Triebwagen mit einer 10,7-cm-Kanone bauen. Aufgrund der hohen Arbeitsbelastung des Büros für experimentelle Konstruktion und Tests, war der Entwurf des schweren Panzer-Triebwagens D-6 mit einem Geschützturm jedoch erst im Sommer 1932 fertig.

## Prototyp

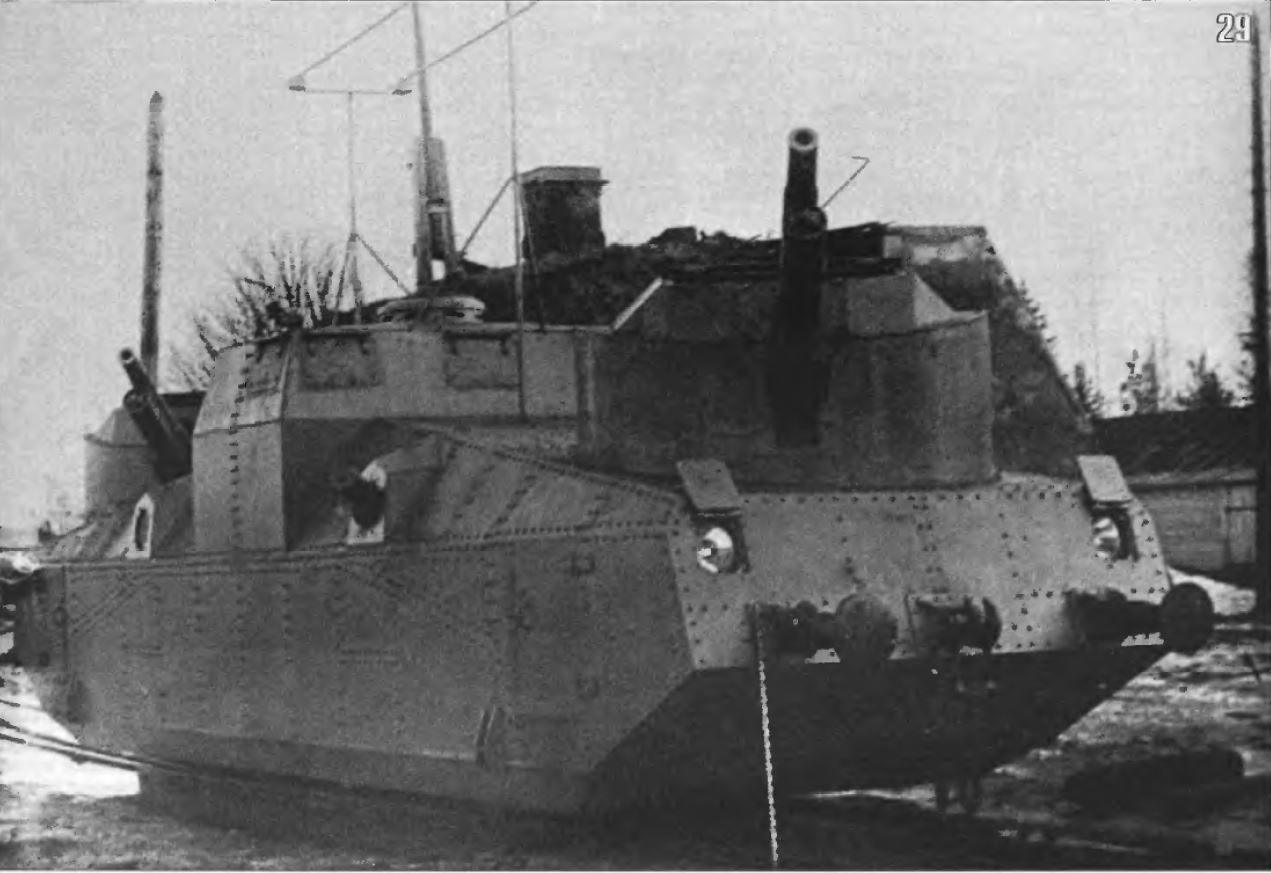
Der Panzer-Triebwagen D-6 im Werk Moscheres

Im September 1932 begann die Produktion des Prototyp vom Panzer-Triebwagen D-6 im Moscheres-Werk (Можерез, kurz für Московский железнодорожно-ремонтный завод, Moskowski schelesnodoroschno-remontny sawod, Moskauer Eisenbahn-Ausbesserungswerk). Dabei wurden der komplette Rumpf, die Turmwanne und die Lafette mit Schwenkmechanismus hergestellt. Das Fahrgestell hatte bereits den Motor und ein Getriebe vom Lastwagen Ja-5 aus dem Jaroslawski Gossudarstwenny Awtomobilny Sawod, ein Wendegetriebe vom Typ D-35 sowie Handbremsen und einen Kühler vom Schlepper Kommunar. Ebenso wurde eine provisorische Steuerung und ein Treibstofftank eingebaut, um den Wagen rudimentär bewegen zu können. Am 10. Dezember 1932 war der Prototyp testbereit. Aufgrund fehlender Zeichnungen, verzögerte sich ein weiterer Zusammenbau des Fahrzeuges.
Zum gleichen Zeitpunkt hatte das Militär den Entwurf von Dyrenkow abgelehnt und sein Büro aufgelöst. Um die Produktion dennoch abzuschließen, schlug das Militär das Ersetzen der 10,7-cm-Kanone durch zwei 7,62-cm-Feldkanonen M1902 vor. Auch diese sollten in beweglichen Geschütztürmen eingebettet sein, ähnlich denen des Panzer-Triebwagen D-2. Diese Änderungen konnten schnell umgesetzt werden und so war dieser Prototyp Anfang 1933 fertiggestellt.
Die ersten Tests den Panzer-Triebwagen fanden vom 25. bis zum 29. Januar 1933 auf einem Testgelände statt. Dabei stellte man fest, dass der Panzer-Triebwagen beim Feuern stabil auf den Gleisen blieb und es keine Auswirkungen auf den Rumpf hatte. Auch empfand die Besatzung das Abfeuern im Inneren des Wagens als angemessen. Jedoch waren Arbeiten und Fehlerbehebungen am Geschütz während eines möglichen Gefechts sehr umständlich.

## Technische Daten

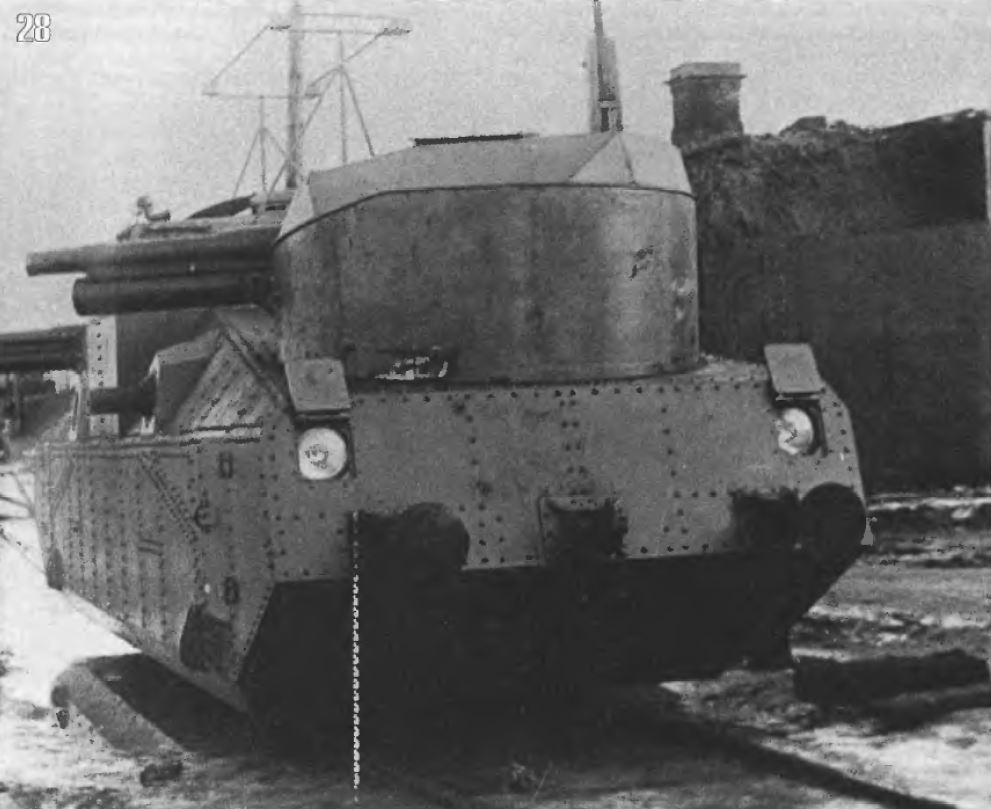
Frontalansicht des Panzer-Triebwagen D-6 mit Turm und einem Maßstab neben dem Puffer

Der Prototyp des Panzer-Triebwagen D-6 wurde auf einen zweiachsigen Flachwagen aufgebaut. Angetrieben wurde der Wagen durch einen flüssigkeitsgekühlten Reihen-6-Zylinder-Ottomotor vom Typ Hercules YXC mit 93 PS. Damit erreichte der Wagen eine Geschwindigkeit von bis zu 50 km/h.
Die Panzerung bestand aus gewalztem und homogenisiertem Stahl. Diese Panzerung war auf dem Dach 10 mm und 16 mm an allen Seiten stark. Zugang erlangte man über zwei Türen, eine auf jeder Seite. Für eine bessere Funkverbindung nach außen, hatte der Panzer-Triebwagen in der Mitte auf dem Dach eine hohe Rahmenantenne. Der Panzer-Triebwagen verfügte über zwei 7,62-cm-Feldkanonen M1902 in Geschütztürmen. Für beide Geschütze wurden bis zu 500 Granaten mitgeführt. Die Geschütztürme konnten um 360° gedreht werden und hatten einen Höhenrichtbereich von −5° bis +30°. Zur Nahverteidigung verfügte der Panzer-Triebwagen über vier integrierte Maxim-Maschinengewehre, zwei an jeder Seite.

## Einsatz
Der Panzer-Triebwagen D-6 wurde während des Zweiten Weltkrieges auf der Baikalbahn in der Nähe von Sljudjanka zur Sicherung eingesetzt. Es kam allerdings zu keinerlei Kampfhandlungen. Ende der 1940er Jahre wurde er außer Dienst gestellt.